# Thomas Newman

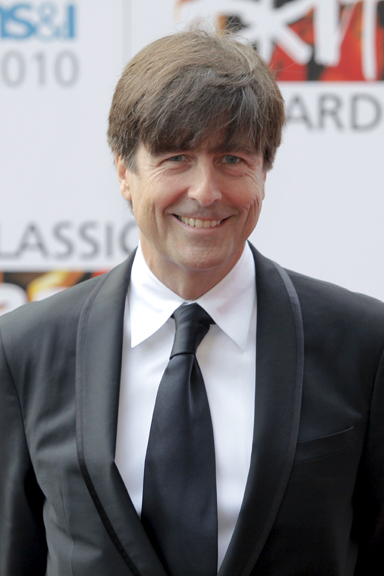
Thomas Newman (2010)

Thomas Montgomery Newman (* 20. Oktober 1955 in Los Angeles, Kalifornien) ist ein US-amerikanischer Komponist von Filmmusik.

## Leben
Newman wurde 1955 als jüngster Sohn des Filmkomponisten Alfred Newman und seiner Frau Martha Louise (geborene Montgomery) in Los Angeles geboren. Er graduierte an der Yale-Universität mit einem „Master of Music Composition“.
Seine Onkel waren die Filmkomponisten Lionel und Emil Newman, sein Bruder ist Komponist David Newman und sein Cousin ist der Sänger und Songwriter Randy Newman.
Seit Ende der 1970er tritt Newman als Komponist Fernsehen und in erster linie für Film in Erscheinung. Sein Schaffen umfasst mehr als 120 Produktionen.
Newman wurde bislang 14-Mal für den Oscar in der Kategorie „Beste Filmmusik“ nominiert, zuletzt im Jahr 2020 für Sam Mendes’ Kriegsfilm 1917, erhielt ihn aber noch nie. Zusammen mit Alex North hält er den Rekord für die meisten Nominierungen für die Beste Filmmusik ohne einen einzigen Sieg. Im Jahr 1994 war Newman gleich zweimal nominiert, sowohl für Betty und ihre Schwestern als auch für Die Verurteilten. Des Weiteren war Newman einmal für den Oscar in der Kategorie „Bester Song“ nominiert.
2012 löste Newman David Arnold als Komponist der Soundtracks zu den James-Bond-Filmen ab. Dieser hatte zuvor fünf James-Bond-Filme vertont. Für seinen Soundtrack zu James Bond 007: Skyfall erhielt Newman einen Grammy Award.

## Filmografie (Auswahl)

### Film
- 1984: Die Rache der Eierköpfe (Revenge of the Nerds)
- 1985: Der Verrückte mit dem Geigenkasten (The Man with One Red Shoe)
- 1985: Susan … verzweifelt gesucht (Desperately Seeking Susan)
- 1986: Jumpin’ Jack Flash
- 1987: Unter Null (Less Than Zero)
- 1987: The Lost Boys
- 1988: Great Outdoors – Ferien zu dritt (The Great Outdoors)
- 1988: Der Prinz von Pennsylvania (The Prince of Pennsylvania)
- 1989: Cookie
- 1990: Ein Mädchen namens Dinky (Welcome Home, Roxy Carmichael)
- 1991: Kevins Cousin allein im Supermarkt (Career Opportunities)
- 1991: Grüne Tomaten (Fried Green Tomatoes)
- 1991: Getäuscht (Deceived)
- 1992: Stimmen im Dunkel (Whispers in the Dark)
- 1992: The Player
- 1992: Der Duft der Frauen (Scent of a Woman)
- 1993: Flesh And Bone – Ein blutiges Erbe (Flesh and Bone)
- 1993: Josh and S.A.M.
- 1994: Die Verurteilten (The Shawshank Redemption)
- 1994: Betty und ihre Schwestern (Little Women)
- 1994: Einsam Zweisam Dreisam (Threesome)
- 1994: Das Baumhaus (The War)
- 1994: The Favor – Hilfe, meine Frau ist verliebt! (The Favor)
- 1995: Entfesselte Helden (Unstrung Heroes)
- 1995: Ein amerikanischer Quilt (How to Make an American Quilt)
- 1996: Larry Flynt – Die nackte Wahrheit (The People vs. Larry Flynt)
- 1996: Aus nächster Nähe (Up Close & Personal)
- 1996: Phenomenon – Das Unmögliche wird wahr (Phenomenon)
- 1996: American Buffalo – Das Glück liegt auf der Straße (American Buffalo)
- 1997: Oscar und Lucinda (Oscar and Lucinda)
- 1997: Red Corner – Labyrinth ohne Ausweg (Red Corner)
- 1997: Mad City
- 1998: Der Pferdeflüsterer (The Horse Whisperer)
- 1998: Rendezvous mit Joe Black (Meet Joe Black)
- 1999: American Beauty
- 1999: The Green Mile
- 2000: Erin Brockovich
- 2000: Das Glücksprinzip (Pay It Forward)
- 2001: In the Bedroom
- 2002: Road to Perdition
- 2002: Weißer Oleander (White Oleander)
- 2002: The Salton Sea
- 2003: Findet Nemo (Finding Nemo)
- 2004: Lemony Snicket – Rätselhafte Ereignisse (Lemony Snicket’s – A Series of Unfortunate Events)
- 2005: Das Comeback (Cinderella Man)
- 2005: Jarhead – Willkommen im Dreck (Jarhead)
- 2006: The Good German – In den Ruinen von Berlin (The Good German)
- 2006: Little Children
- 2007: Unverblümt – Nichts ist privat (Towelhead)
- 2008: WALL·E – Der Letzte räumt die Erde auf (WALL·E) (mit Peter Gabriel bei 3 Titeln[2][3])
- 2008: Zeiten des Aufruhrs (Revolutionary Road)
- 2009: Brothers
- 2010: Eine offene Rechnung (The Debt)
- 2011: Der Plan (The Adjustment Bureau)
- 2011: Die Eiserne Lady (The Iron Lady)
- 2011: The Help (The Help)
- 2011: Best Exotic Marigold Hotel (The Best Exotic Marigold Hotel)
- 2012: James Bond 007: Skyfall (Skyfall)
- 2013: Saving Mr. Banks
- 2013: Side Effects – Tödliche Nebenwirkungen (Side Effects)
- 2014: Der Richter – Recht oder Ehre (The Judge)
- 2015: Best Exotic Marigold Hotel 2 (The Second Best Exotic Marigold Hotel)
- 2015: Bridge of Spies – Der Unterhändler (Bridge of Spies)
- 2015: James Bond 007: Spectre (Spectre)
- 2016: Findet Dorie (Finding Dory)
- 2016: Passengers
- 2017: Victoria & Abdul
- 2017: Five Came Back
- 2019: The Highwaymen
- 2019: Tolkien
- 2019: 1917
- 2020: Let Them All Talk
- 2021: The Little Things
- 2021: Die Täuschung (Operation Mincemeat)
- 2022: Dog - Das Glück hat vier Pfoten (Dog)
- 2022: Ein Mann namens Otto (A Man Called Otto)
- 2023: Elemental
- 2023: White Bird (White Bird: A Wonder Story)
- 2025: The Thursday Murder Club

### Fernsehen
- 1984: The Seduction of Gina
- 1990: Against the Law
- 2000: Boston Public
- 2001: Six Feet Under – Gestorben wird immer (Six Feet Under)
- 2003: Engel in Amerika (Angels in America)
- 2012: The Newsroom

## Auszeichnungen
- 1991: Emmy – Outstanding Main Title Music – Mad Rex – Gegen das Gesetz
- 1995: Oscar-Nominierung Beste Filmmusik – Betty und ihre Schwestern
- 1995: Oscar-Nominierung Beste Filmmusik – Die Verurteilten
- 1995: Oscar-Nominierung Beste Filmmusik (Original Musical or Comedy Score) – Entfesselte Helden
- 2000: BAFTA Awards – Anthony Asquith Award for Film Music – American Beauty
- 2000: Grammy Awards – Best Instrumental Composition Written for a Motion Picture or Television – American Beauty
- 2000: Oscar-Nominierung Beste Filmmusik – American Beauty
- 2002: Emmy Awards – Outstanding Main Title Music – Six Feet Under
- 2003: Oscar-Nominierung Beste Filmmusik – Road to Perdition
- 2004: Oscar-Nominierung Beste Filmmusik – Findet Nemo
- 2005: Oscar-Nominierung Beste Filmmusik – Lemony Snicket – Rätselhafte Ereignisse
- 2007: Oscar-Nominierung Beste Filmmusik – The Good German – In den Ruinen von Berlin
- 2009: Oscar-Nominierung Beste Filmmusik – WALL·E – Der Letzte räumt die Erde auf
- 2009: Oscar-Nominierung Beste Filmsong für „Down to Earth“ – WALL·E – Der Letzte räumt die Erde auf
- 2013: Oscar-Nominierung Beste Filmmusik – James Bond 007: Skyfall
- 2014: Grammy Awards – Bester komponierter Soundtrack für visuelle Medien – James Bond 007: Skyfall
- 2014: Oscar-Nominierung Beste Filmmusik – Saving Mr. Banks
- 2016: Oscar-Nominierung Beste Filmmusik – Bridge of Spies – Der Unterhändler
- 2017: Oscar-Nominierung Beste Filmmusik – Passengers
- 2020: Oscar-Nominierung Beste Filmmusik – 1917